# Forcipomyia baueri
Forcipomyia baueri är en tvåvingeart som beskrevs av Wirth 1956. Forcipomyia baueri ingår i släktet Forcipomyia och familjen svidknott. Inga underarter finns listade i Catalogue of Life.